# Thomas E. Wolters
Thomas E. Wolters (* 29. Februar 1932; † 14. Februar 2004 in Colorado) war ein US-amerikanischer General.
Wolters soll sich im Vietnamkrieg durch persönliche Tapferkeit ausgezeichnet haben.
Er war zuletzt Brigadegeneral der US-Luftwaffe.